# (3108) Любовь
(3108) Любовь (лат. Lyubov) — типичный астероид главного пояса, открыт 18 августа 1972 года советским астрономом Людмилой Журавлёвой в Крымской астрофизической обсерватории и 31 мая 1988 года назван в честь актрисы Любови Орловой.

## Обнаружение и именование
(3108) Любовь
Открыт 18 августа 1972 года в Научном Л. В. Журавлёвой.
Назван в память о выдающейся советской актрисе Любови Петровне Орловой (1902—1975).
Оригинальный текст (англ.)3108 Lyubov
Discovered 1972-08-18 by Zhuravleva, L. at Nauchnyj.
Named in memory of Lyubov Petrovna Orlova (1902—1975), outstanding Soviet actress.
Источники: DISCOVERY.DB; M.P.C. 13174.

## Орбита

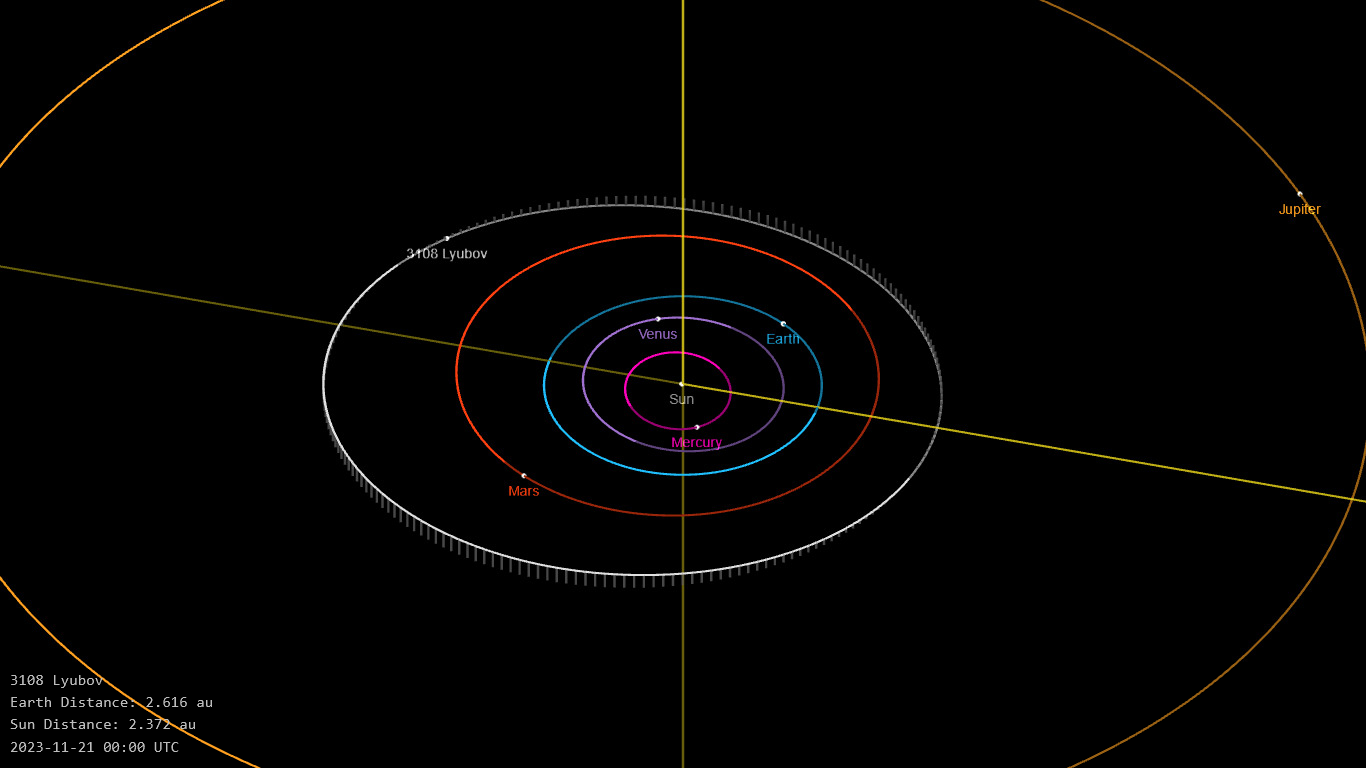
Орбита астероида Любовь и его положение в Солнечной системе

## Физические характеристики
Астероид относится к таксономическому классу S.
По результатам наблюдений в видимом и ближнем инфракрасном диапазоне космического телескопа NEOWISE диаметр астероида оценивался равным 4,446±0,046 км. Согласно тем же источникам альбедо оценивается как 0,1963±0,0297 и 0,196±0,030.